# Terpsiphone rufiventer
Terpsiphone rufiventer е вид птица от семейство Monarchidae.

## Разпространение
Видът е разпространен в Ангола, Бенин, Буркина Фасо, Габон, Гамбия, Гана, Гвинея, Гвинея-Бисау, Екваториална Гвинея, Замбия, Камерун, Демократична република Конго, Република Конго, Кот д'Ивоар, Кения, Либерия, Мали, Нигерия, Сенегал, Сиера Леоне, Танзания, Того, Уганда и Централноафриканската република.